# Bahnstrecke Herford–Himmighausen
| |                         |                                                          |                                                          |
| Streckennummer: | 2980                    |                                                          |                                                          |
| Kursbuchstrecke (DB): | 405                     |                                                          |                                                          |
| Kursbuchstrecke: | 192f (1934) 213f (1946) |                                                          |                                                          |
| Streckenlänge: | 47,3 km                 |                                                          |                                                          |
| Spurweite: | 1435 mm (Normalspur)    |                                                          |                                                          |
| Stromsystem: | 15 kV 16,7 Hz ~         |                                                          |                                                          |
| Streckengeschwindigkeit: | 100 km/h                |                                                          |                                                          |
| |                         |                                                          |                                                          |
| \| \| \| von Minden \| \| \| \| \| von Kirchlengern \| \| \| \| \| Herforder Kleinbahn \| \| \| \| 0,0 \| Herford ⊙ \| Herford ⊙ \| \| \| \| nach Hamm ⊙ \| \| \| \| \| Aa⊙ \| \| \| \| \| Werre ⊙ \| \| \| \| 7,7 \| Bad Salzuflen (ehem. Übergang zur Herforder Kleinbahn) ⊙ \| Bad Salzuflen (ehem. Übergang zur Herforder Kleinbahn) ⊙ \| \| \| \| Salze⊙ \| \| \| \| 9,5 \| Schötmar ⊙ \| Schötmar ⊙ \| \| \| 10,0 \| Awanst Schötmar ⊙ \| Awanst Schötmar ⊙ \| \| \| \| Bega ⊙ \| \| \| \| 14,3 \| Sylbach ⊙ \| Sylbach ⊙ \| \| \| \| von Bielefeld ⊙ \| \| \| \| 19,2 \| Lage (Lippe) ⊙ \| Lage (Lippe) ⊙ \| \| \| \| nach Lemgo ⊙ \| \| \| \| 23,3 \| Nienhagen (b Detmold) ⊙ \| Nienhagen (b Detmold) ⊙ \| \| \| \| Werre ⊙ \| \| \| \| 27,7 \| Detmold ⊙ \| Detmold ⊙ \| \| \| \| Werre⊙ \| \| \| \| \| Werre⊙ \| \| \| \| \| Straßenbahn PESAG ⊙ \| \| \| \| 31,9 \| Remmighausen (Lippe) ⊙ \| Remmighausen (Lippe) ⊙ \| \| \| \| Straßenbahn PESAG ⊙ \| \| \| \| 36,8 \| Horn-Bad Meinberg ⊙ \| Horn-Bad Meinberg ⊙ \| \| \| 37,0 \| Straßenbahn PESAG⊙ \| Straßenbahn PESAG⊙ \| \| \| 41,4 \| Leopoldstal ⊙ \| Leopoldstal ⊙ \| \| \| 43,6 \| Awanst Sandebeck Kronospan ⊙ \| Awanst Sandebeck Kronospan ⊙ \| \| \| 44,7 \| Steinheim-Sandebeck ⊙ (bis 2022: Sandebeck) \| Steinheim-Sandebeck ⊙ (bis 2022: Sandebeck) \| \| \| \| von Hannover ⊙ \| \| \| \| 47,3 \| Himmighausen ⊙ \| Himmighausen ⊙ \| \| \| \| nach Altenbeken ⊙ \| \| \| \| \| \| \| \| Quellen: [1][2] \| \| \| \| |                         |                                                          |                                                          |
| Strecke |                         | von Minden                                               | von Minden                                               |
| Abzweig geradeaus und von rechts |                         | von Kirchlengern                                         | von Kirchlengern                                         |
| Kreuzung geradeaus oben (Querstrecke außer Betrieb) |                         | Herforder Kleinbahn                                      | Herforder Kleinbahn                                      |
| Bahnhof | 0,0                     | Herford ⊙                                                | Herford ⊙                                                |
| Abzweig geradeaus und nach rechts |                         | nach Hamm ⊙                                              | nach Hamm ⊙                                              |
| Brücke über Wasserlauf |                         | Aa⊙                                                      | Aa⊙                                                      |
| Brücke über Wasserlauf |                         | Werre ⊙                                                  | Werre ⊙                                                  |
| Bahnhof | 7,7                     | Bad Salzuflen (ehem. Übergang zur Herforder Kleinbahn) ⊙ | Bad Salzuflen (ehem. Übergang zur Herforder Kleinbahn) ⊙ |
| Brücke über Wasserlauf |                         | Salze⊙                                                   | Salze⊙                                                   |
| Haltepunkt / Haltestelle | 9,5                     | Schötmar ⊙                                               | Schötmar ⊙                                               |
| Dienststation / Betriebs- oder Güterbahnhof | 10,0                    | Awanst Schötmar ⊙                                        | Awanst Schötmar ⊙                                        |
| Brücke über Wasserlauf |                         | Bega ⊙                                                   | Bega ⊙                                                   |
| Haltepunkt / Haltestelle | 14,3                    | Sylbach ⊙                                                | Sylbach ⊙                                                |
| Abzweig geradeaus und von rechts |                         | von Bielefeld ⊙                                          | von Bielefeld ⊙                                          |
| Bahnhof | 19,2                    | Lage (Lippe) ⊙                                           | Lage (Lippe) ⊙                                           |
| Abzweig geradeaus und nach links |                         | nach Lemgo ⊙                                             | nach Lemgo ⊙                                             |
| ehemaliger Bahnhof | 23,3                    | Nienhagen (b Detmold) ⊙                                  | Nienhagen (b Detmold) ⊙                                  |
| Brücke über Wasserlauf |                         | Werre ⊙                                                  | Werre ⊙                                                  |
| Bahnhof | 27,7                    | Detmold ⊙                                                | Detmold ⊙                                                |
| Brücke über Wasserlauf |                         | Werre⊙                                                   | Werre⊙                                                   |
| Brücke über Wasserlauf |                         | Werre⊙                                                   | Werre⊙                                                   |
| Kreuzung mit U-Bahn geradeaus oben (Querstrecke außer Betrieb) |                         | Straßenbahn PESAG ⊙                                      | Straßenbahn PESAG ⊙                                      |
| Dienststation / Betriebs- oder Güterbahnhof | 31,9                    | Remmighausen (Lippe) ⊙                                   | Remmighausen (Lippe) ⊙                                   |
| Kreuzung mit U-Bahn geradeaus oben (Querstrecke außer Betrieb) |                         | Straßenbahn PESAG ⊙                                      | Straßenbahn PESAG ⊙                                      |
| Bahnhof | 36,8                    | Horn-Bad Meinberg ⊙                                      | Horn-Bad Meinberg ⊙                                      |
| Kreuzung mit U-Bahn (Querstrecke außer Betrieb) | 37,0                    | Straßenbahn PESAG⊙                                       | Straßenbahn PESAG⊙                                       |
| Bahnhof | 41,4                    | Leopoldstal ⊙                                            | Leopoldstal ⊙                                            |
| Dienststation / Betriebs- oder Güterbahnhof | 43,6                    | Awanst Sandebeck Kronospan ⊙                             | Awanst Sandebeck Kronospan ⊙                             |
| Haltepunkt / Haltestelle | 44,7                    | Steinheim-Sandebeck ⊙ (bis 2022: Sandebeck)              | Steinheim-Sandebeck ⊙ (bis 2022: Sandebeck)              |
| Abzweig geradeaus und von links |                         | von Hannover ⊙                                           | von Hannover ⊙                                           |
| Dienststation / Betriebs- oder Güterbahnhof | 47,3                    | Himmighausen ⊙                                           | Himmighausen ⊙                                           |
| Strecke |                         | nach Altenbeken ⊙                                        | nach Altenbeken ⊙                                        |
| |                         |                                                          |                                                          |
| Quellen: |                         |                                                          |                                                          |

Die Bahnstrecke Herford–Himmighausen ist eine 48 km lange, von Herford über Detmold bis Himmighausen (bei Altenbeken) führende eingleisige, elektrifizierte Hauptbahnstrecke. Sie befindet sich in Ostwestfalen-Lippe im Bundesland Nordrhein-Westfalen und ist Bestandteil des Regionalnetzes Münster-Ostwestfalen (MOW) der Deutschen Bahn mit Sitz in Münster. In Herford wird die Strecke auch Lippische Bahn genannt, unter diesem Namen wurde die Strecke von Herford nach Detmold von der Köln-Mindener Eisenbahn-Gesellschaft gebaut.

## Geschichte

### Infrastruktur

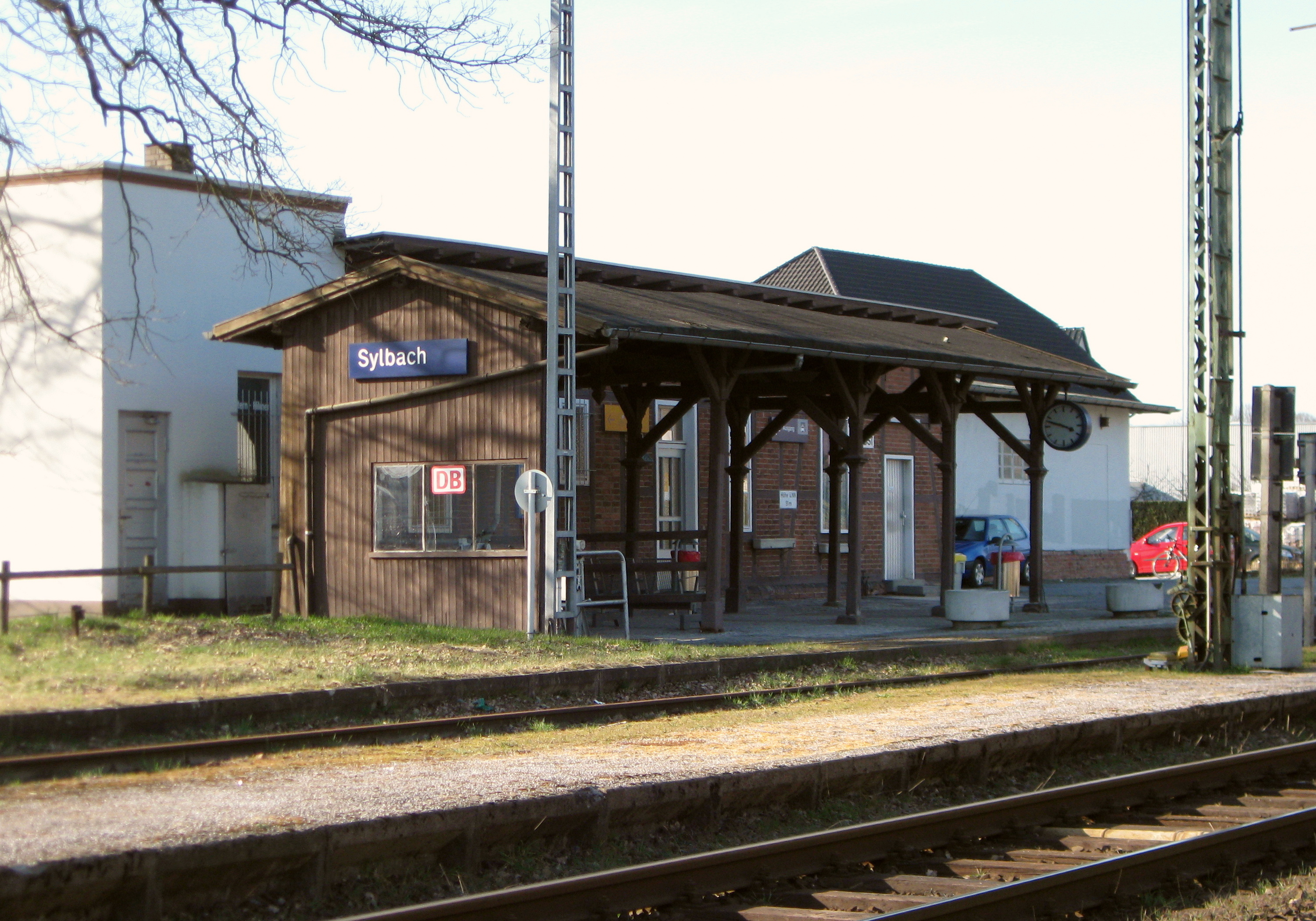
Haltepunkt und Blockstelle Sylbach

Der Staatsvertrag über den Bau der Stichstrecke von Herford bis Detmold wurde am 7. Juni 1878 abgeschlossen.
Gebaut wurde die Strecke 1879/80 von der Köln-Mindener Eisenbahn-Gesellschaft (CME) abzweigend von ihrer Stammstrecke zwischen Bielefeld und Minden. Begonnen wurde der Bau in Herford, da man bequem dem Flusslauf der Werre bergan folgen konnte. Zunächst erfolgte die Inbetriebnahme der Strecke nur für den Güterverkehr. Der regelmäßige Personenverkehr zwischen Detmold und Herford wurde am 31. Dezember 1880 aufgenommen.
Kurze Zeit später wurde die CME verstaatlicht und mit ihr fiel die Strecke an die Preußischen Staatseisenbahnen, ebenso wie die bereits 1872 von der Hannover-Altenbekener Eisenbahn-Gesellschaft gebaute Bahnstrecke Hannover–Altenbeken, an die sich die Bahnstrecke Hamm–Warburg der ehemaligen Königlich-Westfälischen Eisenbahn-Gesellschaft anschloss.
Um eine Verbindung zwischen diesen beiden Eisenbahnmagistralen zwischen Hamm und Hannover zu schaffen, wurde die Strecke Herford–Detmold aus dem Werretal hinauf ins Eggegebirge verlängert. Am 12. Juni 1895 wurde die Gesamtstrecke bis zum neu errichteten Bahnhof Himmighausen an der Bahnstrecke Hannover–Altenbeken eröffnet. Gleichzeitig wurde der alte Bahnhof Sandebeck stillgelegt, der Personenverkehr zum neuen Bahnhof (bis 1989) sowie zum Haltepunkt Sandebeck an der neuen Strecke verlagert. Der neue Bahnhof Himmighausen hatte als Endbahnhof wenig Bedeutung, die Züge fuhren durchgehend bis zum Bahnhof Altenbeken, er war jedoch Umsteigepunkt in Richtung Hameln.
1896 erfuhr die Strecke in Lage (Lippe) eine Erweiterung durch die Begatalbahn Bielefeld–Hameln über Lemgo und Barntrup. Erst 1904 wurde diese Strecke in der Richtung Lage–Bielefeld fertig. Um die angrenzenden Hauptstrecken bei Bedarf entlasten zu können, wurde die Strecke von Herford bis Himmighausen zwischen 1973 und 1975 elektrifiziert.
An der Infrastruktur fanden wegen des zurückgegangenen Güterverkehrs in den letzten Jahren Rückbauten statt. Der Bahnhof Schötmar mit seinen zwei Bahnsteiggleisen wurde bereits Anfang der 1990er Jahre in einen eingleisigen Haltepunkt umgewandelt, für die benachbarte Anschlussstelle wurde 2013 der Rückbauantrag beim EBA eingereicht. Der Bahnhof Sylbach wurde 2005 durch Rückbau des Kreuzungsgleises zu einem Haltepunkt mit Blockstelle; im denkmalgeschützten Holzgebäude befindet sich unter anderem die Mechanik für die bis heute von Hand betriebene Bahnschranke. Lage verlor bereits Ende der 1990er Jahre sein Gleis 1, und 2013 wurden die meisten Gütergleise stillgelegt sowie die dazugehörige Oberleitung abgebaut. Der bereits seit 1988 nicht mehr von Personenzügen bediente, bisher jedoch noch für außerplanmäßige Zugbegegnungen genutzte Bahnhof Nienhagen (b. Detmold) ist seit 2006 als Ausweich- und Betriebsstelle nicht mehr vorhanden. Remmighausen wird bereits seit Mitte der 1980er Jahre als Verkehrsstation im Personenverkehr nicht mehr bedient, konnte sich aber dank des Güteraufkommens bis heute als Bahnhof halten und wurde von 1989 bis 2016 vom ESTW Detmold ferngesteuert. Der südliche Streckenendpunkt Himmighausen wird im Personenverkehr auch seit Ende der 1980er Jahre nicht mehr bedient, fungiert aber zwangsläufig weiterhin als Trennungsbahnhof.
Am 25. Januar 2013 ging das elektronische Zentralstellwerk (ESTW-Z) Lage in Betrieb. Es steuerte zunächst nur die Bahnhöfe Quelle, Halle und Steinhagen der Strecke Brackwede–Osnabrück. In den folgenden Monaten wurden auch die Strecken Rheda-Wiedenbrück–Münster und Brackwede–Paderborn aufgeschaltet. Am 14. November 2016 wurde der Bahnhof Detmold ebenfalls auf das ESTW-Z Lage aufgeschaltet und der ESTW-Prototyp, welcher 1989 als erstes elektronisches Stellwerk der Bundesbahndirektion Essen in Betrieb ging, stillgelegt. Erst mittelfristig kommen die übrigen Betriebsstellen der lippischen Strecken Bielefeld–Lemgo und Herford–Himmighausen sowie der Strecke Bünde–Rahden hinzu.
Zwischen Juni 2014 und August 2016 wurde die Verkehrsstation Lage (Lippe) von Grund auf modernisiert. Dabei wurden die Bahnsteige und Zugänge komplett erneuert und die Barrierefreiheit hergestellt. Westlich des Empfangsgebäudes wurde ein zentraler Busbahnhof angelegt. Die offizielle Eröffnung der modernisierten Anlagen fand am 30. September 2016 statt.

### Fernverkehr

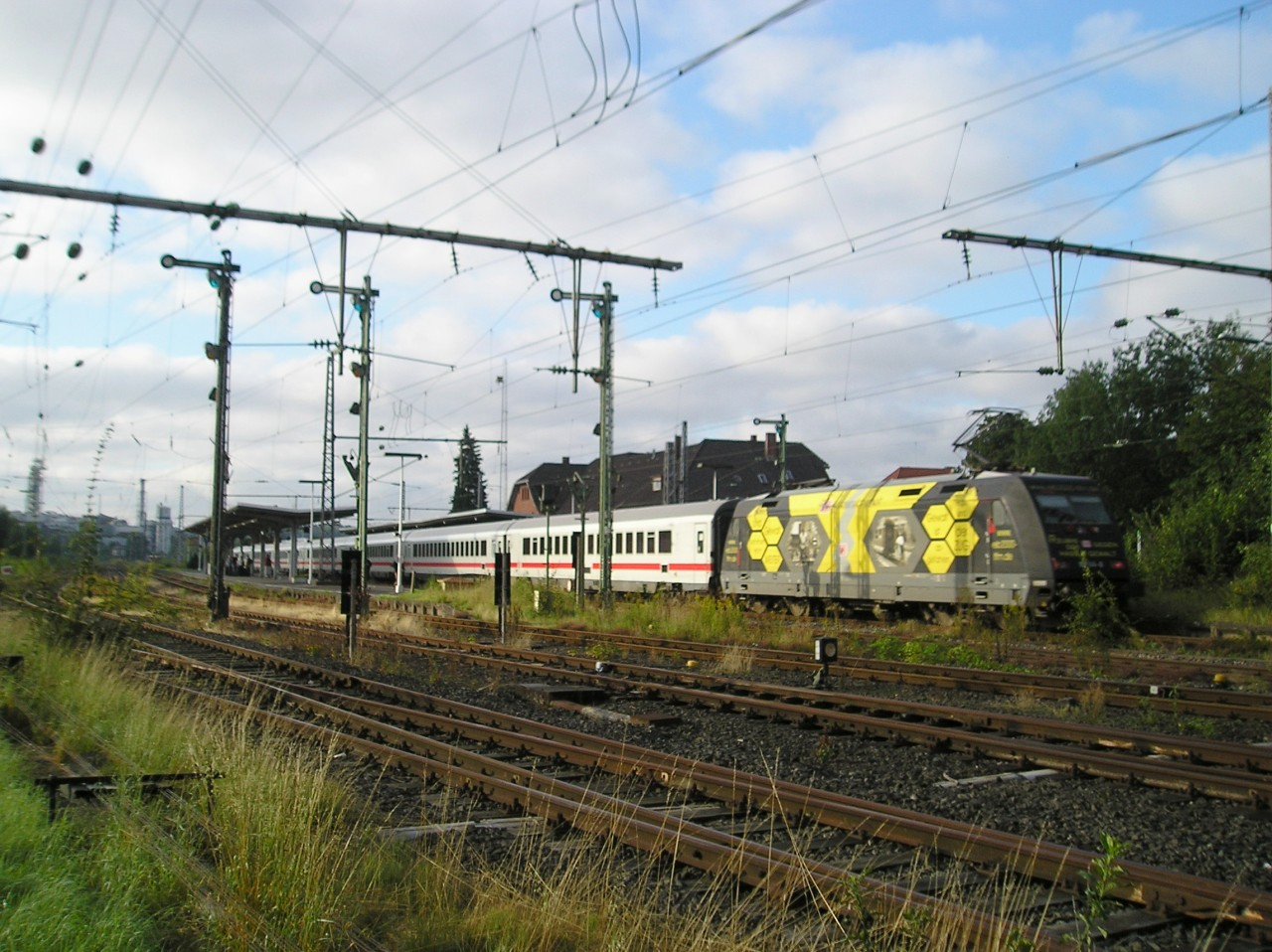
101 141 mit Leerzug Düsseldorf–Paderborn am 12. August 2007 in Lage

Die Strecke hatte bis in die 1970er und 1980er Jahre Bedeutung für den Nord-Süd-Fernverkehr. Es gab Eil- und Schnellzüge mit Kurswagen von Osnabrück bzw. Bielefeld über Warburg–Kassel nach München via Würzburg (sogar ein Nachtzug mit Schlaf- und Liegewagen) und Basel. Im Norden erreichten Eilzüge Hamburg-Altona oder Cuxhaven. Einige Eilzüge fuhren als Dieseltriebwagen oder lokbespannte Wendezüge über die Sollingbahn in den Harz. Über die Strecke verkehrte auch ein Eilzugpaar Enschede–Bad Pyrmont mit Fahrtrichtungswechsel in Himmighausen.
Im Laufe der Jahre wurde der Personenverkehr jedoch immer weiter systematisiert. Anstelle der Fernzüge fuhr ein vertakteter Nahverkehr, planmäßiger Fernverkehr ist bereits seit Mitte der 1980er Jahre Geschichte. Im Fahrplanjahr 1993/94 verkehrte wegen Bauarbeiten zwischen Paderborn und Soest nochmals einmal wöchentlich das Schnellzug-Paar D 1956/1957 Köln–Herford–Kassel–Chemnitz über die Umgehungskurve Altenbeken; seither wird das Lipperland hier nur noch in Ausnahmefällen von Fernzügen befahren. Die oben beschriebenen Rückbauten der letzten Jahre machen die Strecke für Fernzüge zunehmend unattraktiv, so dass nun bei Störungen z. B. zwischen Altenbeken und Soest nicht selten weiträumig über Hannover umgeleitet wird.

### Nahverkehr

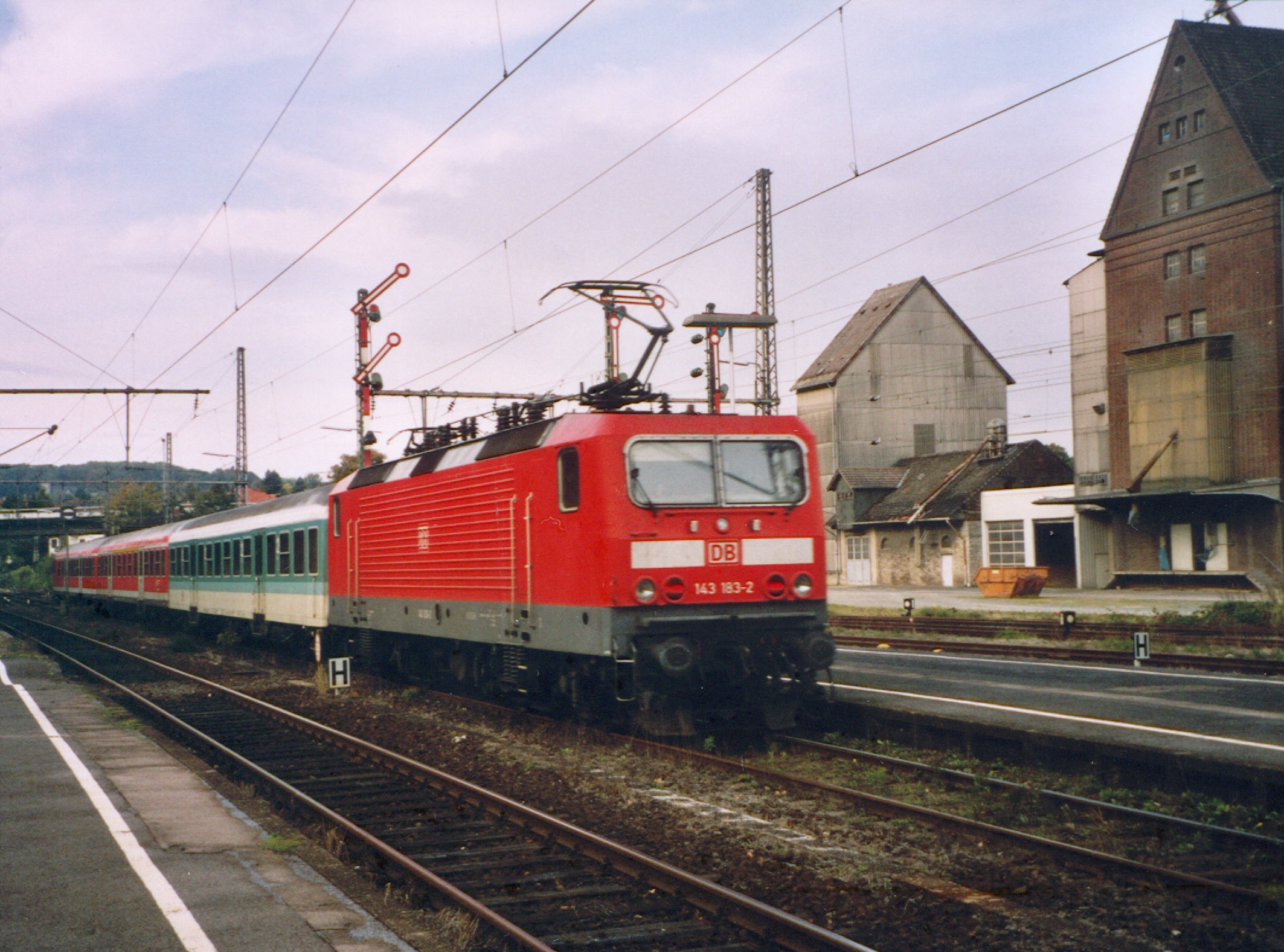
143 183-2 verlässt im November 2004 den Bahnhof Lage mit RB 72 nach Herford

Im Nahverkehr gab es lange Zeit ebenfalls überregionale Durchbindungen, z. B. nach Rahden, Bremen, Bad Bentheim, Löhne, Dortmund, Münster und Bielefeld. Nach der schrittweise eingeführten Vertaktung, welche ihren Höhepunkt im NRW-Takt fand, verkehrten die Züge im Stundentakt Paderborn–Detmold–Herford und weiter abwechselnd von/nach Bielefeld (RB 72 „Ostwestfalen-Bahn“) oder Bad Bentheim (RB 62 „Der Cherusker“) sowie zusätzlich südlich von Lage die Linie RE 82 „Der Leineweber“ der Relation (Münster–)Bielefeld–Oerlinghausen–Lage–Detmold–Altenbeken. Letztere wurde von Dezember 2003 bis Dezember 2013 durch die NordWestBahn betrieben, welche sich in der zuvor von den Zweckverbänden ZVM, VVOWL und NPH durchgeführten Ausschreibung durchsetzen konnte. Seither gehört die Linie RE 82 zum Los Nord des OWL-Dieselnetzes und wird von der Eurobahn betrieben, die meisten Fahrten endeten/begannen im Zeitraum nach der Vergabe in Detmold bzw. Horn-Bad Meinberg. Mit dem Fahrplanwechsel im Dezember 2016 wurde die Mehrzahl der Züge nach Altenbeken verlängert, wo jeweils direkte Anschlüsse nach Kassel-Wilhelmshöhe bestehen. Seit August 2024 betreibt infolge Personalmangels bei der Eurobahn die DB Regio die Linie 82, allerdings erneut nur auf dem Abschnitt Bielefeld–Horn-Bad Meinberg. Der stark reduzierte Ersatzfahrplan gilt bis Dezember 2025. 
Seit Oktober 2004 ist der stündliche Linientausch zwischen der RB 61 („Wiehengebirgsbahn“), 62 und 72 in Herford Geschichte; seither werden nur noch die RB 61 Bielefeld–Bad Bentheim und RB 72 Herford–Detmold–Paderborn jeweils im Stundentakt bedient. Durchgehende Verbindungen Osnabrück–Detmold und Bielefeld–Bad Salzuflen bestehen dadurch nicht mehr; Bielefeld–Rheine hingegen stündlich. Nachdem die beiden Linien von den Zweckverbänden ZVM, VVOWL, NPH und LNVG ausgeschrieben worden waren, wurden sie ab dem 9. Dezember 2007 von der Westfalenbahn betrieben. Nach erneuter Ausschreibung durch den NWL übernahm die Eurobahn ab Dezember 2017 das Teutoburger-Wald-Netz, und mit ihm auch die Linie RB 72.

### Güterverkehr

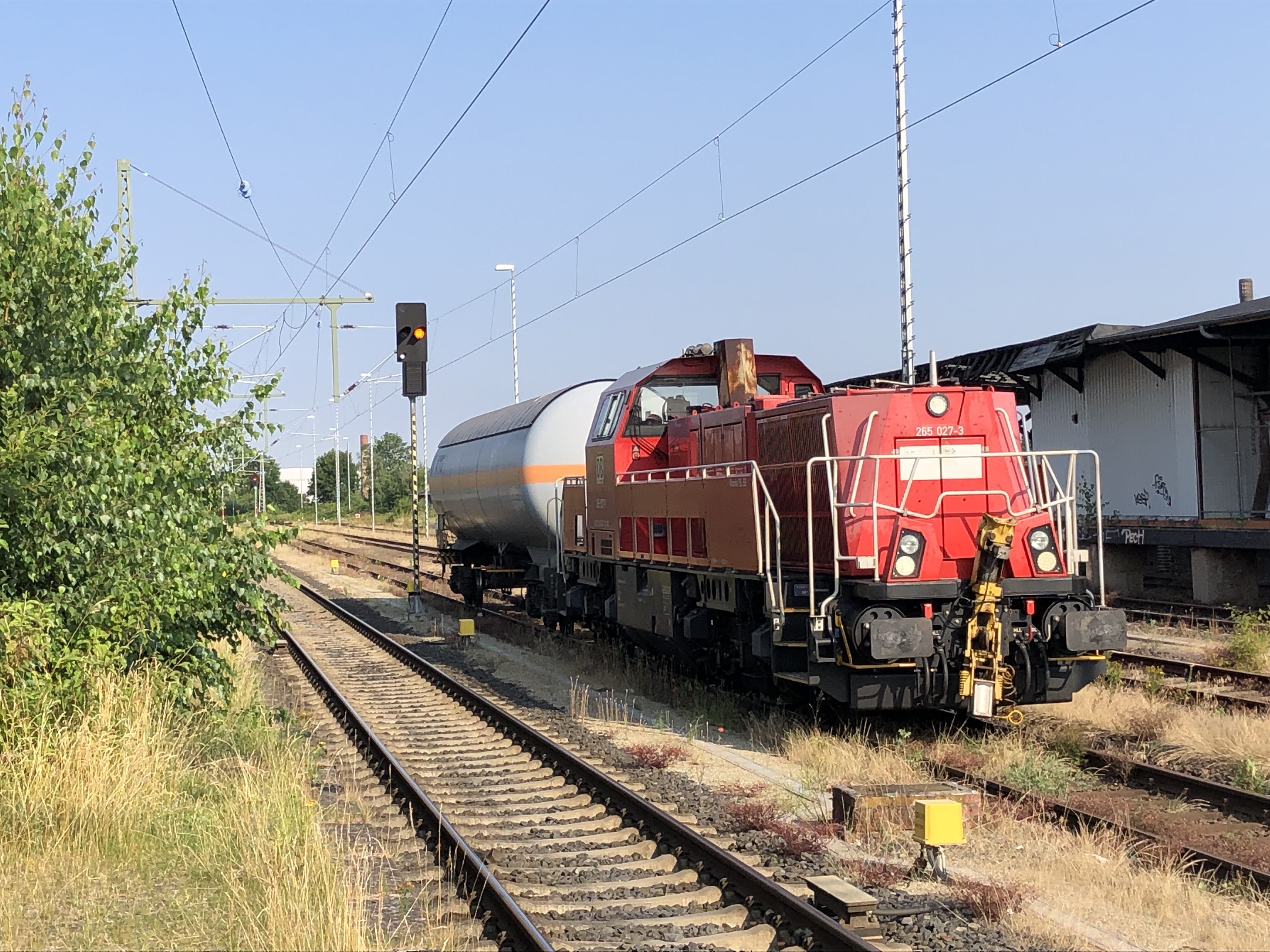
265 027 wartet in Detmold auf die Ausfahrt eines Stadler Flirts der RB 72, um die Fahrt auf der eingleisigen Strecke vorzusetzen.

Der Güterverkehr bestand früher neben regionalen Übergabezügen auch aus überregionalen Verkehren. Prägend war lange Zeit der Zuckerrübenverkehr im Herbst, welcher auch zum Bau der Straßenbrücke über den Nordkopf des Bahnhofs Lage führte. Lage und Detmold besaßen lange Jahre jeweils eine eigene Kleinlok zur Bedienung der örtlichen Anschlussgleise. Heute finden noch meisten mit Loks der Baureihe 265 von der DB Cargo betriebene Bedienungsfahrten werktäglich von Paderborn aus bis Detmold statt. Bedient werden dabei örtliche Kunden in Sandebeck (Kronospan), Horn-Bad Meinberg (Glunz AG – ehem. Hornitex), Remmighausen (Lippische Eisenindustrie) und Detmold.
Überregionale Güterzüge sind heute recht selten, finden aber durchaus noch statt. Durch zurückgebaute Kreuzungsgleise ist die Strecke für den Güterverkehr mittlerweile wenig attraktiv.

### Fahrzeugeinsatz

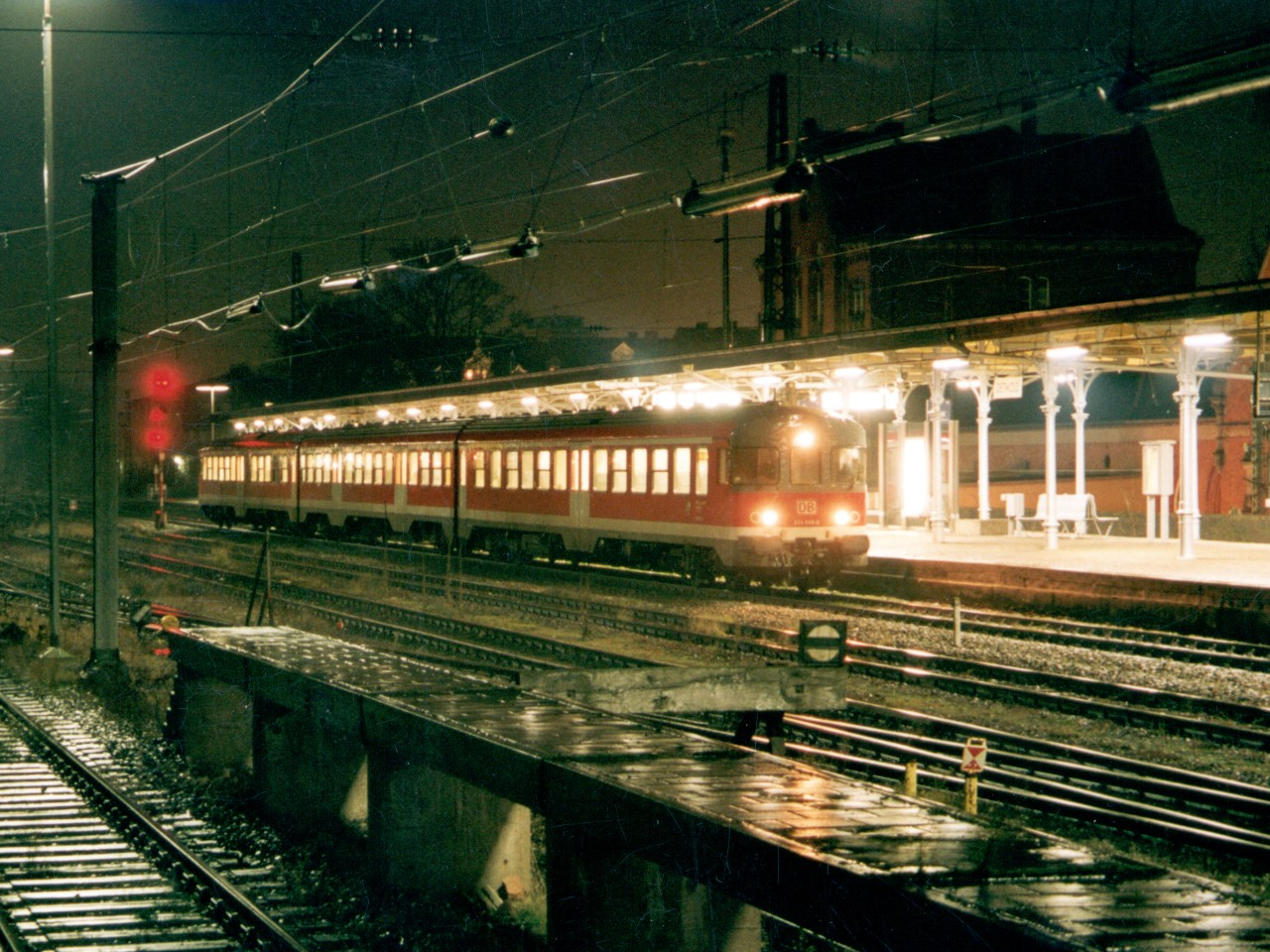
Triebzug BR 624 als RE 82 Altenbeken–Bielefeld am 11. Dezember 2003 in Detmold

Nach der Elektrifizierung dominierten elektrische Triebfahrzeuge, vor allem die DB-Baureihen 110, 140 und für Jahrzehnte besonders die 141 das Bild, jedoch gelangten auch weiterhin die Baureihen 211, 216, 290/291 und ebenfalls prägend der 624 auf die Strecke. Bei den lokbespannten Zügen wurden – zunächst neben Umbau- und Schnellzugwagen – vor allem n-Wagen eingesetzt, zuletzt stets als Wendezug.
Nach der Jahrtausendwende kamen zunehmend neue Elektrotriebwagen der Baureihe 425 zum Einsatz, vor allem südlich von Lage ergänzt durch Dieseltriebzüge der Baureihen 624, 628, 640 und 643. Gegenwärtig (Dez. 2017 bis Dez. 2032) wird die RB 72 mit dreiteiligen Elektrotriebzügen des Typs FLIRT der Eurobahn bedient. Die Eurobahn setzt auf der Linie RE 82 südlich von Lage Talent-Dieseltriebzüge ein, zumeist die im Jahr 2000 beschafften VT 2.01–07.

### Eisenbahnunfall von Herford
Am 31. März 1901 entgleiste ein Personenzug vor der Einfahrt in den Herforder Bahnhof, wobei einige Personen leicht verletzt wurden.

## Bedienungsangebot

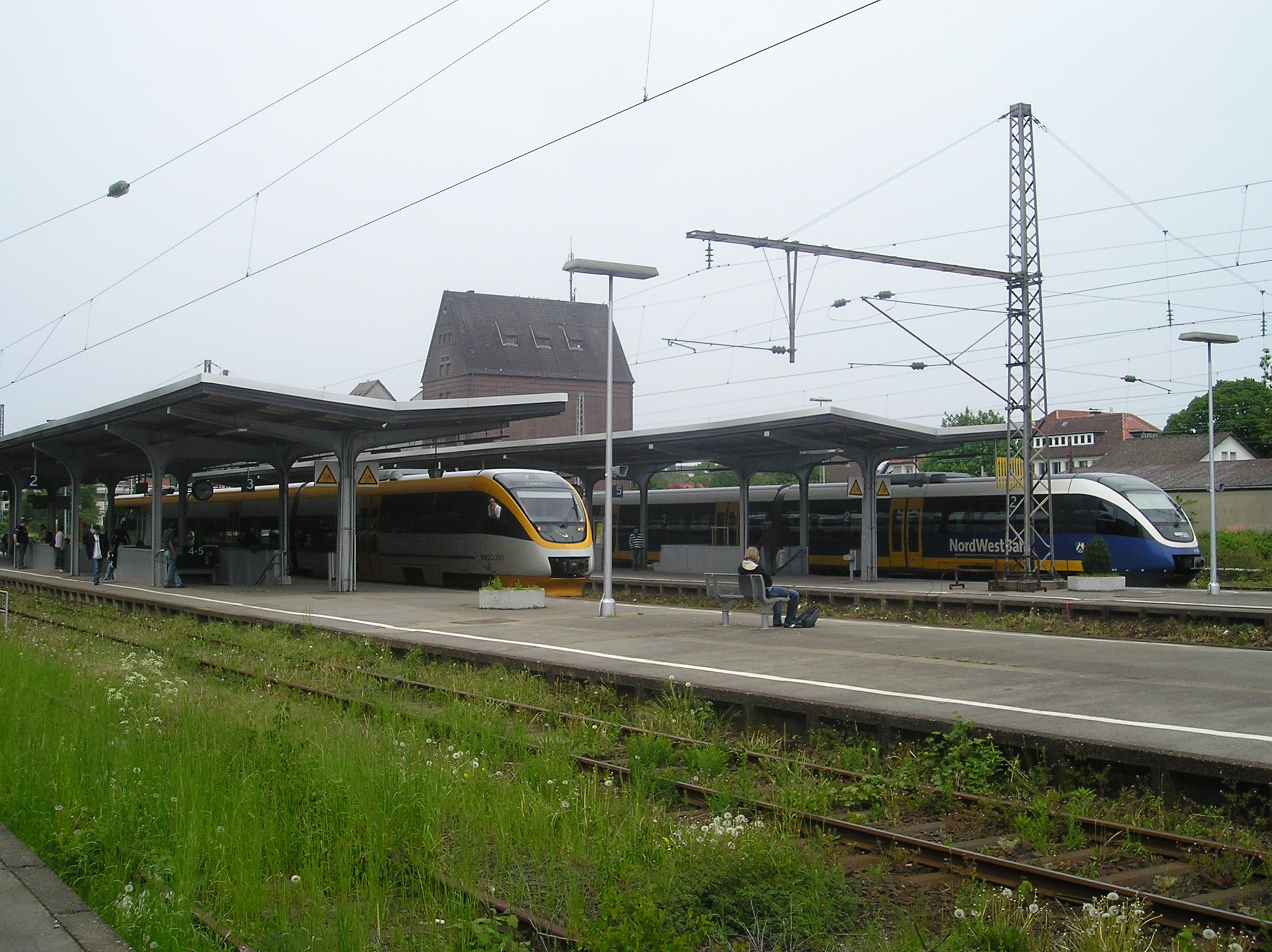
Zugkreuzung in Lage mit Eurobahn nach Lemgo und Nordwestbahn nach Bielefeld am 15. Mai 2006.

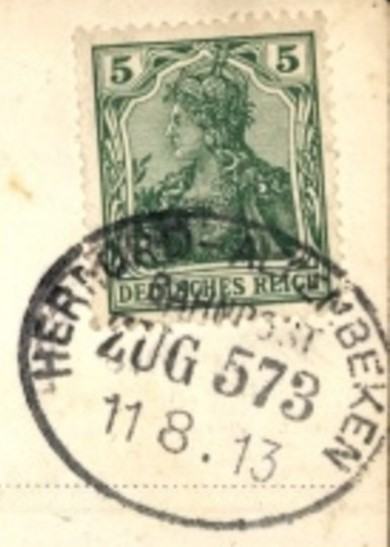
Bahnpost-Stempel „ZUG 573“

Die Strecke wird von der RB 72 „Ostwestfalen-Bahn“ Herford–Altenbeken–Paderborn sowie zwischen Lage und Altenbeken vom RE 82 „Der Leineweber“ Bielefeld-Detmold-Altenbeken genutzt. Beide Linien werden von der Eurobahn im Stundentakt betrieben.
In Lage kann mit attraktiver Umstiegszeit zwischen der RB 73 und der RB 72 umgestiegen werden. So entsteht zwischen Bielefeld und Altenbeken ein Halbstundentakt. Alle anderen Umstiege sind jedoch nicht im Taktfahrplan der Strecke vorgesehen; so ist beispielsweise die Verbindung Detmold – Lemgo nur mit einer Umstiegszeit von 36/37 Minuten möglich. Dieses Problem ist bekannt, ist aber auf absehbare Zeit nicht zu lösen; Grund hierfür ist die Eingleisigkeit der Bahnstrecken Herford – Himmighausen und Bielefeld – Lemgo.

## Planungen

### S-Bahn OWL
Im Rahmen der Angebotskonzeption S-Bahn OWL des NWL ist geplant, den Nahverkehr auf der Strecke weiter auszubauen. In der Vorstufe soll die RB 71 nach Bielefeld in Herford mit Zugteilen aus Rahden und Bad Salzuflen geflügelt werden und ein Halbstundentakt zwischen Herford und Bad Salzuflen entstehen. Der RE 82 nach Bielefeld soll in Lage geflügelt werden mit Zugteilen aus Altenbeken und Lemgo. Beide Linien sollen mit Batterie-Oberleitungsfahrzeugen betreiben werden. Im Zielkonzept soll die RB 71 bis Lage verlängert werden und so ein Halbstundentakt zwischen Herford und Lage entstehen. Die Linie RE 82 beschleunigt werden und bis Paderborn verlängert werden. Mit einer zusätzlichen Anschlussoptimierung soll die Reisezeit zwischen Bielefeld und Kassel um 15 Minuten verkürzt werden.

### Infrastruktur
Für den ÖPNV-Bedarfsplan des Landes NRW wurden Infrastrukturmaßnahmen zur Realisierung der S-Bahn OWL angemeldet. Bis 2028 sollen in Herford und Lage Flügelbeifahranlagen mit Zugdeckungssignalen errichtet werden, um in den Bahnhöfen ein Trennen von Zügen aus Bielefeld in unterschiedliche Richtungen zu ermöglichen. Außerdem soll in Bad Salzuflen im Bahnhof eine zweite Bahnsteigkante reaktiviert werden, damit sich dort Züge begegnen können. Bis 2040 wurde zwischen Schötmar und Sylbach der Bau eines zweigleisigen Kreuzungsabschnittes angemeldet. Zur Realisierung des Zielkonzeptes der S-Bahn OWL sind außerdem Anpassung an der Leit- und Sicherungstechnik zwischen Herford und Horn-Bad Meinberg notwendig, sowie eine Geschwindigkeitserhöhung.

### Zusätzliche Halte
Der Zweckverband Nahverkehr Westfalen-Lippe (NWL) führte 2023 eine Potentialuntersuchung zur Neueinrichtung von Stationen in seinem Verbandsgebiet durch. Dabei wurden entlang der Strecke die Stationen Herford Gaußstraße, Bad Salzuflen Messe, Detmold-Pivitsheide, Detmold Orbker Straße, Detmold Süd/Ost und Nieheim-Himmighausen untersucht.
Für den Halt Herford Gaußstraße wurden zwei Standorte untersucht. Beide haben ein sehr hohes Potential, können wegen Fahrplanzwängen nur durch die RB 72 bedient werden. Ein Standort am Bahnübergang an der Ahmser Straße. Hier wurden Baukosten von 2 Millionen Euro und 986 Fahrgastwechsel pro Tag prognostiziert. Der zweite Standort befindet sich auf der Überführung über der Gaußstraße. Hier wurden 5,2 Millionen Euro Baukosten und 641 Fahrgastwechsel pro Tag prognostiziert. Der Bau wurde für den ÖPNV-Bedarfsplan bis 2040 angemeldet.
Auch für die Reaktivierung der Station Nieheim-Himmighausen wurde sehr hohes Potential gesehen. Die Station soll als Umsteigepunkt zwischen den Linien RB 72 und der S 5 nach Hannover dienen. Die prognostizierten Baukosten sollen 10,5 Millionen Euro betragen und 89 Fahrgastwechsel pro Tag stattfinden. Die Station ist in den Zielfahrplan integrierbar. Der Bau wurde für den ÖPNV-Bedarfsplan bis 2040 angemeldet.
Für die neue Station Detmold Süd/Ost in Remmighausen wurde ein mittleres bis geringes Potential gesehen. Bei Investitionskosten von 2,3 Millionen Euro werden 277 Fahrgastwechsel pro Tag prognostiziert. Der Halt ist in den geplanten Zielfahrplan integrierbar. Für die Halte weiteren Halte werden erhebliche Probleme oder Anschlussverluste bei der Realisierung gesehen. Der Halt Bad Salzuflen Messe soll 2 Millionen Euro kosten und 334 Fahrgastwechsel pro Tag generieren. Beim Halt in Detmold-Pivitsheide werden Baukosten von 2,3 Millionen Euro und 329 Fahrgastwechsel pro Tag prognostiziert. Für den Halt Detmold Orbker Straße wurden zwei Standorte untersucht. Die Baukosten betragen jeweils 2 Millionen Euro. Je nach Standort werden 587 oder 680 Fahrgastwechsel pro Tag prognostiziert.

## Tarif
Für den gesamten öffentlichen Personennahverkehr galt im nördlichen Streckenabschnitt bis Leopoldstal der Tarif des Verkehrsverbundes OstWestfalenLippe („Der Sechser“), im südlichen der Tarif des Nahverkehrsverbundes Paderborn-Höxter („Hochstift-Tarif“). Im August 2017 wurde der Westfalentarif eingeführt. Tarifraumüberschreitend kommt der NRW-Tarif zur Anwendung.

## Detmold Military Railway
1946 übernahm die Britische Rheinarmee die Bahnstrecke von der Deutschen Reichsbahn und richtete dort eine Trainingsstrecke für Eisenbahnpioniere ein, die den Betrieb einer deutschen Eisenbahn erlernen sollten. In der Folge übernahmen die Briten die gesamte Betriebsführung der Strecke, sowohl Personen- als auch Güterverkehr sowie die Besetzung der Stellwerke. Federführend war die 3 Railway Operating Group der Royal Engineers. Die Betriebsführung oblag der 153 Railway Operating Coy, die dafür eigens in Detmold stationiert wurde. Die britische Armee schaffte zu diesen Zwecken britische Kriegslokomotiven des Typs „Austerity“ (Achsfolge 1D) nach Detmold, die aber bald durch beschlagnahmte Lokomotiven der Reichsbahn ergänzt und 1947 abgefahren wurden. 1948, kurz vor Gründung der Deutschen Bundesbahn, wurde die Bahnstrecke zurückgegeben.